# غربال مولکولی

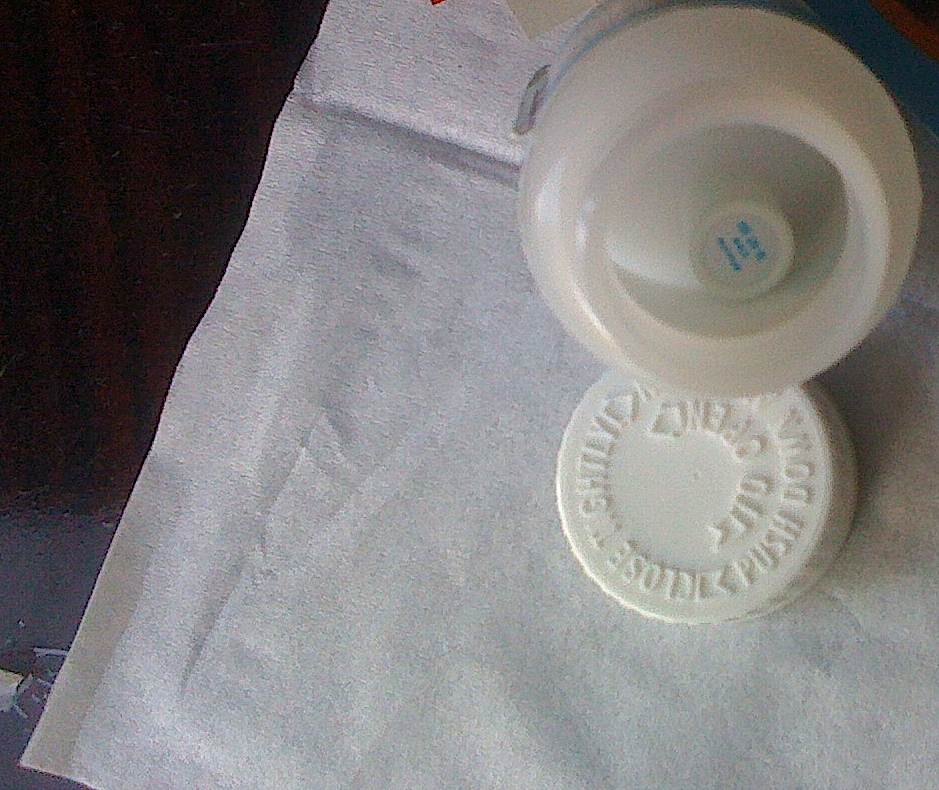
یک نوع الک مولکولی داخل شیشه خالی آنتی‌بیوتیک.

غربال مولکولی (به انگلیسی: Molecular Sieve) موادی هستند که در آن منافذ ریز با اندازهٔ دقیق و یکنواخت قرار دارند که به عنوان جاذب گازها و مایعات استفاده می‌شود.
مولکول‌های کوچک به اندازه کافی برای عبور از طریق منافذ جذب سطحی در حالی که مولکول‌های بزرگتر نیستند. این عمل از فیلتر عادی متفاوت است چون عمل غربال مولکولی در سطح مولکولی است.
مثلاً، در میدان پزشکی، مطلوب است که قرص داخل شیشه از آب دور باشد (آبی که درهر حالت وجود داشته باشد، مایع یا گاز). به این دلیل، غربال ملکولی معمولاً به عنوان خشک نگهدار استفاده می‌شود.